# Нові Двори (Курська область)
Нові Двори (рос. Новые Дворы) — присілок в Фатезькому районі Курської області Російської Федерації.
Населення становить 141 особу. Входить до складу муніципального утворення Русановська сільрада.

## Історія
Населений пункт розташований на території українського етнічного та культурного краю Східна Слобожанщина.
Від 2004 року входить до складу муніципального утворення Русановська сільрада.

## Населення
| 1979 | 2002 | 2010 |
| ---- | ---- | ---- |
| 185  | ↘128 | ↗141 |